# Federico Kammerichs
Guillermo Federico Kammerichs (Goya, Provincia de Corrientes, Argentina, 21 de junio de 1980) es un exjugador profesional  de baloncesto argentino que se desempeñaba en la posición de alero. Desarrolló su carrera entre Argentina y España, registrando también un breve paso por el baloncesto de Brasil. Fue miembro de la Selección de básquetbol de Argentina, habiendo integrado los planteles que conquistaron el FIBA Diamond Ball 2008, la medalla de bronce en los Juegos Olímpicos de Pekín 2008 y el Campeonato FIBA Américas de 2011, lo que lo hace parte de la Generación Dorada.

## Trayectoria deportiva

### Primeros años
Kammerichs se formó en Unión de Goya, un club de su ciudad natal al que estaba vinculada su familia. En 1997 fue reclutado por el equipo juvenil de Ferro Carril Oeste, siendo promovido a la plantilla profesional al año siguiente, luego de que Luis Scola migrara a España. Jugó con los porteños entre 1998 y 2001, promediando en su última temporada con el club 16.4 puntos, 9.3 rebotes y 1.4 bloqueos por partido. 

### Etapa en España
Aunque Kammerichs fue tentado para fichar con el Real Madrid, escogió finalmente incorporarse al Pamesa Valencia, club que lo cedió al Ourense, institución que en esa época militaba en la Liga LEB. El alero guio a los gallegos hasta las semifinales del torneo, siendo eliminados por el Lucentum Alicante, equipo que se consagraría campeón. En cuanto a su actuación personal se cerró con un promedio de 12.9 puntos, 6.5 rebotes y 1.2 bloqueos por partido.  
Al culminar la temporada se presentó al Draft de la NBA de 2002, donde fue seleccionado en la segunda ronda (turno 51) por Portland Trail Blazers.
Ya adaptado al baloncesto español, se sumó al Pamesa Valencia. En su primera temporada allí formó un sólido trío junto a sus compatriotas Fabricio Oberto y Alejandro Montecchia, el cual se adjudicó la Copa ULEB 2002-03. También alcanzaron la final de la ACB, pero fueron derrotados por el Barcelona. Las siguientes dos temporadas no fueron tan fructíferas ni para el equipo ni para Kammerichs, que registró una disminución de la cantidad de minutos de juego por partido. 
En 2005 se desvinculó finalmente de los valencianos, para buscar oportunidades mejores con otros equipos. De ese modo pasó por el Akasvayu Girona, el Bruesa GBC y el Polaris World Murcia. 
Curiosamente, durante ese periodo en España, Kammerichs fue varias veces convocado por Portland Trail Blazers para que reforzara al equipo, pero el argentino rechazó las ofertas, optando por permanecer en tierras ibéricas.

### Retorno a la Argentina
En 2008 decidió retornar a su país y sumarse al plantel de Regatas Corrientes, descartando todas las propuestas que tenía en el baloncesto europeo. En su primera temporada se destacó en el Torneo Súper 8 y terminó siendo escogido como parte del mejor quinteto de la Liga Nacional de Básquet.
Kammerichs aportó su talento en las conquistas del equipo: la Copa Desafío de 2009 y la Liga de las Américas 2010-11 (donde el alero además fue reconocido como MVP del torneo).
En junio de 2011 sorprendió a todos en Corrientes al aceptar una propuesta para incorporarse al Flamengo. Sin embargo al cabo de un año volvió a vestir la camiseta de Regatas. 
La temporada 2012-13 sería la más exitosa de toda la carrera de Kammerichs, pues lideraría a su equipo en la obtención del Torneo Súper 8 2012 y la Liga Nacional de Básquet 2012-13 a nivel local, y en la conquista de la Liga Sudamericana de Clubes 2012 en el plano internacional. 

### Últimos años
Kammerichs abandonó la práctica de baloncesto profesional con 33 años y regresó a la ciudad de Goya. Sin embargo a comienzos de 2014 anunció su retorno a las canchas para disputar el Campeonato Argentino de Clubes, un torneo semi-profesional correspondiente a la cuarta categoría del baloncesto argentino. Bajo su liderazgo su equipo, Juventud Unida de Goya, alcanzó el objetivo de ascender al Torneo Federal de Básquetbol. Luego de ello se desvinculó de la institución y aceptó la invitación para retornar a Unión de Goya con el objetivo de guiarlos hacia la victoria en la Liga Provincial de Clubes de la Federación de Básquetbol de la Provincia de Corrientes -cosa que logró- y en el Campeonato Argentino de Clubes -lo que también pudo conseguir.

## Selección nacional
Kammerichs integró las selecciones juveniles de baloncesto de Argentina, llegando a disputar el Campeonato Mundial de Baloncesto Sub-21 Masculino de 2001, en el que su equipo terminó en el tercer lugar.
Posteriormente jugó con el equipo mayor, siendo siempre una opción para el armado final de los planteles. Fue uno de los últimos en ser cortados de aquel combinado que participó de los Juegos Olímpicos de Atenas 2004, pero si pudo estar en los Juegos Olímpicos de Pekín 2008 y en los Juegos Olímpicos de Londres 2012 (en ambos casos la Argentina disputó el partido por la medalla de bronce, triunfando en el de 2008 pero perdiendo en el de 2012). 
También formó parte del equipo que se impuso en el FIBA Diamond Ball 2008 y en el Campeonato FIBA Américas de 2011